# John French

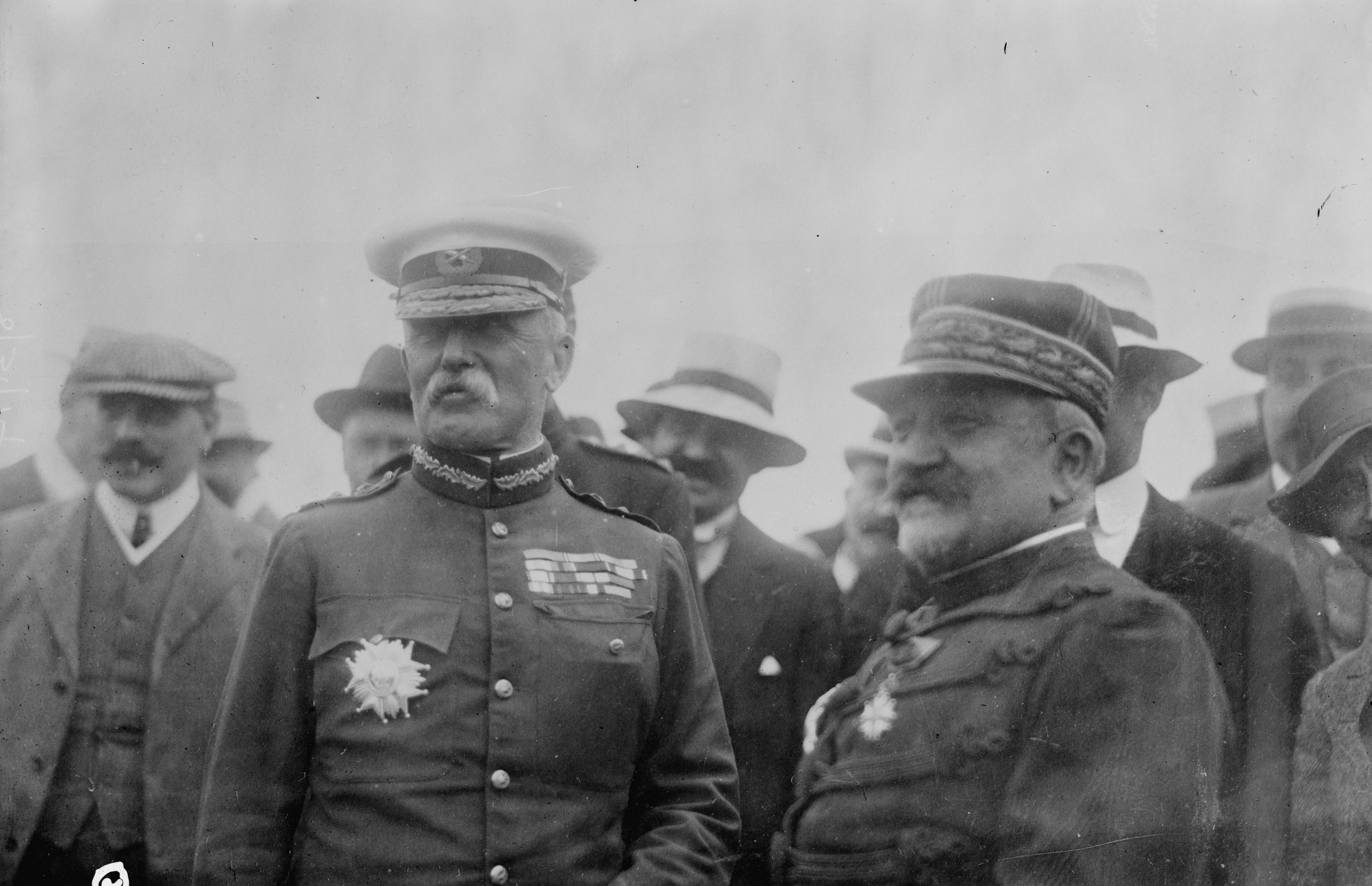
Generał French w Paryżu

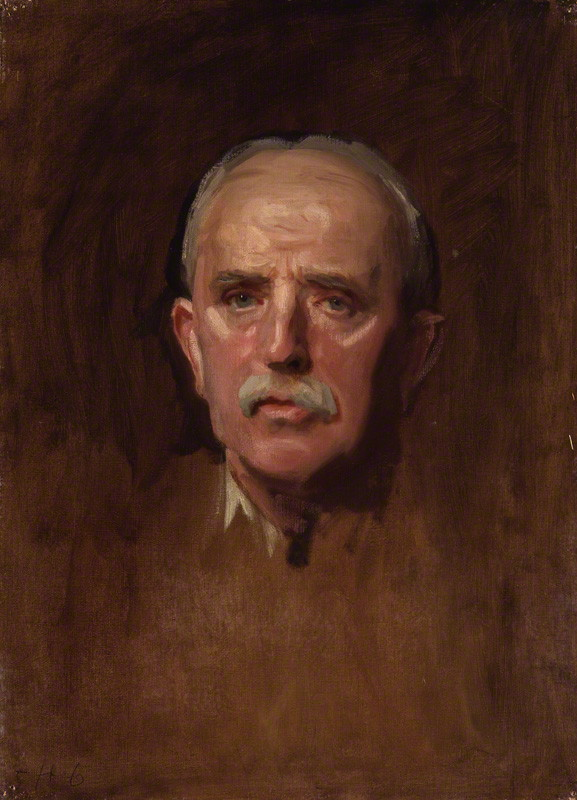
Portret lorda Frencha, ok. 1919 r.

John Denton Pinkstone French (ur. 28 września 1852 w Ripple, zm. 22 maja 1925 na Zamku Deal w hr. Kent) – brytyjski marszałek polny, pierwszy naczelny dowódca Brytyjskiego Korpusu Ekspedycyjnego w I wojnie światowej.

## Życiorys
Syn Johna Frencha, komandora Royal Navy. W 1866 rozpoczął służbę, początkowo również w marynarce, w 1870 przeszedł do policji, a w 1874 przeniósł się do wojsk lądowych. Służył w 19 pułku huzarów w Sudanie w latach 1884–1885 (ekspedycja po Nilu) uzyskując stopień podpułkownika. W latach 1885–1889 przez dwa lata dowodził pułkiem kawalerii i dwa lata brygadą. W czasie mobilizacji kierowanych do południowej Afryki sił w 1899 roku dowódca kawalerii dywizji. Brał udział w drugiej wojnie burskiej w latach 1899-1902, po której został awansowany na stopień generała broni (bryt.: Lieutenant General, Lt Gen). W latach 1902–1907 szef obozów szkoleniowych. W 1907 otrzymał awans na najwyższy stopień generalski (General). W latach 1907–1911 generalny inspektor Sił Zbrojnych. W 1911 został szefem sztabu Armii Brytyjskiej, a w 1912 szefem Sztabu Generalnego Imperium, otrzymując awans na feldmarszałka (Field Marshal) w 1913. W kwietniu 1914 w związku z niechęcią podporządkowania się decyzjom rządu dotyczącym Ulsteru zmuszony był odejść ze stanowiska.
W 1914 wyznaczony na stanowisko naczelnego dowódcy Brytyjskiego Korpusu Ekspedycyjnego we Francji. Na tym stanowisku miał konflikty z ministrem wojny Lordem Kitchenerem na tle miejsca skierowania korpusu ekspedycyjnego, wyznaczania na stanowiska służbowe, działań bojowych, strat na polu walki. Siły Ekspedycyjne nie zostały podporządkowane dowództwu francuskiemu, French posiadał pełnomocnictwa rządu Francji do samodzielnych działań. Mobilizację Armii rozpoczął 4 sierpnia. Pierwsze rzuty rozpoczęły wyładowanie w portach Francji 9 sierpnia. W skład sił wchodziły: 1 i 2 Korpus Armijny (po dwie dywizje w każdym), Dywizja Kawalerii i Brygada Piechoty i Brygada Kawalerii. W związku z nieprzygotowaniem przewozu morskiego siły Armii (87 tys. żołnierzy i 328 dział) osiągnęły rejon koncentracji Maubeuge dopiero 20 sierpnia. Gen. French dowodził Armią przez 17 miesięcy, przy czym siły osiągnęły stan 31 dywizji i zostały podzielone na trzy armie.
Zgodnie z dyrektywą z 20 sierpnia gen. French miał razem z 5 Armią Francuską działać przeciw północnemu zgrupowaniu niemieckiemu i zabezpieczyć operację zaczepną 3 i 4 Armii Francuskiej. Rankiem 23 sierpnia 1914 wojska angielskie osiągnęły kanał w rejonie Mons, osiągając sukces taktyczny, jednocześnie wojska niemieckie po sforsowaniu kanału zajęły Mons. 24 sierpnia gen. French, nie wyczerpując możliwości obrony, rozpoczął odwrót. Wszystkie próby dowództwa francuskiego związane z organizacją współdziałania nie osiągnęły rezultatu. French prowadził działania według własnego planu. 31 sierpnia gen. Joffre wymusił na rządzie angielskim podpisanie dyrektywy zobowiązującej gen. Frencha do koordynacji działań z sojusznikami.
Dowodził brytyjskimi siłami w zwycięskiej dla aliantów bitwie nad Marną, zaliczanej do najważniejszych bitew w historii świata, jednak w czasie bitwy nie przejawił inicjatywy i zdecydowania. Nie wykorzystał w pełni możliwości, jaką stworzyła luka 30–40 km, powstała między 5 - 9 września pomiędzy 1 i 2 Armia Niemiecką. Dopiero 8 września wojska angielskie osiągnęły brzeg Marny, biorąc udział w bitwie w końcowym etapie.
W końcu września 1914 Armia Brytyjska, na żądanie Frencha, w związku z obawą o bazy portowe, została przegrupowana do Flandrii, w celu zbliżenia do tych baz. W październiku 1914 French zajął obronę na odcinku 35–40 km we Flandrii. Wojska niemieckie 20 października rozpoczęły natarcie we Flandrii, jednak na odcinku obrony brytyjskiej sukcesu nie odniosły.
Na początku 1915 Armia Brytyjska gen. Frencha została podzielona na 1 i 2 Armię. Obydwie armie weszły w skład Centralnej Grupy Armii Sojuszniczych dowodzonej przez gen. Joffre. W czasie kampanii wiosennej 1 Armia Brytyjska uczestniczyła w operacji zaczepnej (16.02 - 17.03) w Szampanii. Jednak kiedy straty wyniosły 13 tys. żołnierzy, gen. French przerwał natarcie.
W kwietniu 1915 Niemcy rozpoczęli natarcie na 2 Armię Brytyjską w rejonie Ypres. Armia poniosła duże straty. W lipcu z sił brytyjskich została sformowana 3 Armia. W czasie operacji wrześniowej 1915 Armia Brytyjska w Szampanii 21 września wdarła się w ugrupowanie niemieckie na głębokość 3 km i szerokość 7 km, jednak dalszego powodzenia nie osiągnęła. Gen. French rozpoczął spór z dowództwem francuskim, dotyczący koordynacji działań. To doprowadziło do zdjęcia go ze stanowiska. W grudniu 1915 został zastąpiony na stanowisku przez Douglasa Haiga. Powrócił do Anglii i objął stanowisko naczelnego dowódcy Wojsk Brytyjskich (dowództwo obrony terytorialnej).
W styczniu 1916 otrzymał tytuł wicehrabiego French of Ypres. Po powstaniu wielkanocnym w 1916 skierowany do Irlandii, gdzie objął w 1918 stanowisko lorda namiestnika. Po wojnie 1919, w której Irlandia otrzymała statut dominium, przeszedł w stan spoczynku.
Po przejściu w 1921 w stan spoczynku został uhonorowany nadaniem w 1922 tytułu hrabiego Ypres (Earl of Ypres). Był kawalerem Orderu Św.Patryka, komandorem orderów Łaźni, Zasługi i Wiktoriańskiego.
John Denton French nazywany był przez podległych mu żołnierzy brytyjskich Świętym Mikołajem, co związane było głównie z jego wyglądem zewnętrznym i specyficznym sposobem bycia. Żartowano także, że został dowódcą Brytyjskiego Korpusu Ekspedycyjnego tylko ze względu na swoje nazwisko, znaczące po ang. Francuz.
Był autorem wspomnień i książek z zakresu wojskowości, m.in.
- Report of General Sir John French upon his inspection of the Canadian Military Forces, Ottawa, 1910
- The despatches of Sir John French: I Mons, II the Marne, III The Aisne, IV Flanders, Chapman & Hall, London, 1914
- The despatches of Lord French...And a complete list of the officers and men mentioned,Chapman & Hall, London, 1917
- The German and small nations: an interview with Lord French ,J J Keliher & Co, London, 1917
- 1914, Constable & Co, London, 1919
- Some war diaries, addresses and correspondence, wyd. Edward Gerald French (syn), Herbert Jenkins, London, 1937

Tytuł odziedziczył jego syn John Richard Lowndes French (1881-1958), jako 2. hrabia Ypres. Kolejny, 3. hrabia, John Richard Charles Lambart French, (1921-1988), syn poprzedniego, zmarł bezpotomnie, w związku z czym tytuł wygasł.